# Касандра Остин
Вижте пояснителната страница за други личности с името Остин.
Касандра Елизабет Остин (на английски: Cassandra Elizabeth Austen) е английска акварелистка, по-голяма сестра на английската писателка Джейн Остин.

## Биография
Родена през 1773 г. в с. Стивънтън, графство Хемпшир, Англия, в семейството на преподобния Джордж Остин, пастор в селото, и съпругата му Касандра Лий. Семейството има общо осем деца, от които само две момичета – Касандра и Джейн. Сестрите остават близки през целия си живот. Благодарения на кореспонденцията им (над сто писма от Джейн до Касандра оцеляват) историците успяват да пресъздадат живота на Джейн Остин.
Сестрите са обучени в училището на леля им, Мисис Коули, първоначално в Оксфорд и след това в Саутхамптън. След завръщането им в Стивънтън, двете учат рисуване и пиано вкъщи.
През 1791 г. Касандра рисува поредица портрети на британски крале за ръкописа на Джейн „История на Англия“. Илюстрациите приличат повече на портрети на сем. Остин, отколкото на британски монарси.
Касандра прави и два портрета на сестра си. Първият, от 1804 г., е в гръб – Джейн, седяща до дърво. Другият е незавършен портрет от ок. 1810 г., който е окачествен от семейството като „грозно ненаподобяващ“ истинския вид на Джейн. Портретът сега е в Националната портретна галерия в Лондон.
Преп. Джордж Остин си докарва допълнително приходи като подготвя частни ученици за Оксфорд. През 1794 г. Томас Фаул, бивш негов ученик, се сгодява за Касандра. За да спечели пари за сватбата, Фаул заминава за Карибския регион с военноморска експедиция под командването на братовчед си, ген. Уилям Крейвън, лорд и първи граф на Крейвън (1770 – 1825). Там Фаул умира от жълта треска през 1797 г. В завещанието си оставя на Касандра 1000 лири, което ѝ дава малка финансова обезпеченост и тя не се жени до края на живота си.
След смъртта на баща им през 1805 г., Касандра, Джейн и майка им се местят в Сутхямптън, където пет години живеят при семейството на брат си Франк. През 1809 г. се местят в имението на брат си Едуард в с. Чотън, Хемпшир.
След смъртта на Джейн Касандра Остин унищожава много от писмата им. Касандра живее сама до смъртта си на 22 март 1845 г. Погребана е в църквата „Св. Николай“ в Чотън.